# Midland Railway

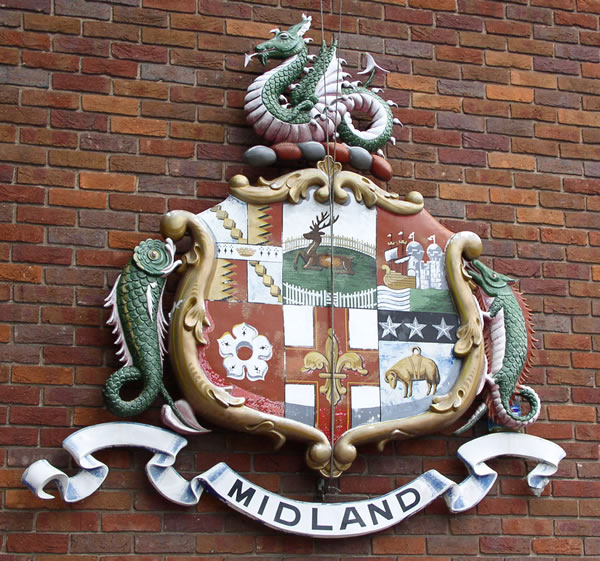
Wappen der Midland Railway am Bahnhof von Derby

Die Midland Railway, abgekürzt MidR oder MR, war eine britische Eisenbahngesellschaft, die von 1844 bis 1922 existierte. Sie entstand aus der Fusion dreier Gesellschaften. Die Hauptstrecke der Midland Railway, die Midland Main Line, verband London mit den East Midlands und mit Leeds. 1923 ging die Midland Railway in der London, Midland and Scottish Railway auf. Die Länge des Streckennetzes betrug im letzten Betriebsjahr 3493 km.

## Geschichte
Gegründet wurde die Midland Railway am 10. Mai 1844, als die Midland Counties Railway, die North Midland Railway und die Birmingham and Derby Junction Railway fusionierten. Die neue Gesellschaft expandierte rasch, indem sie entweder neue Strecken baute oder andere Gesellschaften übernahm. Nur ein Jahr nach ihrer Gründung übernahm die MidR die Leicester and Swannington Railway und die Sheffield and Rotherham Railway. Ebenfalls 1846 kaufte sie die Bristol and Gloucester Railway und kam somit der Great Western Railway (GWR) zuvor, die ihr Breitspurnetz in die Midlands expandieren wollte. Als Kompromiss wurden 1854 auf dieser Strecke Dreischienengleise verlegt, auf denen Züge beider Spurweiten verkehren konnten (Normalspur 1435 mm der MidR, Breitspur 2140 mm der GWR).

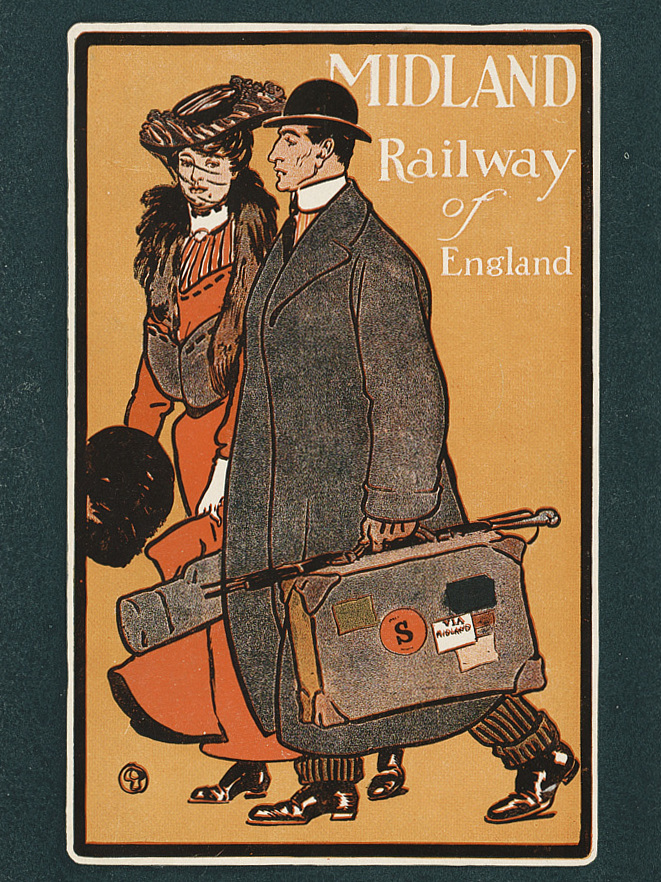
Poster der Midland Railway

Zu Beginn besaß die MidR keine eigene Strecke in die Hauptstadt. Die Züge verkehrten deshalb zwischen Rugby und London Euston auf der Strecke der London and North Western Railway (LNWR). Das Parlament hatte zwar schon 1847 den Bau einer Strecke von Hitchin nach London King’s Cross genehmigt (Gemeinschaftsprojekt mit der Great Northern Railway), doch konnte diese erst 1857 eröffnet werden. Da die Zufahrtsstrecken überlastet waren und die MidR in Auseinandersetzungen mit den Partnergesellschaften verwickelt war, plante sie eine eigene Zufahrtsstrecke nach London. Die Midland Main Line wurde 1868 eröffnet, zusammen mit dem neuen Hauptbahnhof London St Pancras. 1870 kam noch eine Abkürzungsstrecke zwischen Leicester und Chesterfield hinzu.
Die LNWR wollte in den 1860er Jahren der MidR die Mitbenutzung ihrer Gleise verwehren. Um dennoch einen Zugang nach Schottland zu ermöglichen, baute die MidR die Bahnstrecke Settle–Carlisle. Die Eröffnung der landschaftlich reizvollen Hauptstrecke durch die Yorkshire Dales und die nördlichen Pennines erfolgte 1876. Noch vor Baubeginn konnte mit der LNWR eine Einigung erzielt werden und die MidR wollte das Projekt aufgeben. Doch das Parlament beharrte auf den Bau der Strecke und verweigerte die Rücknahme der erteilten Konzession.
Auch im 20. Jahrhundert expandierte die MidR durch Übernahmen. So erwarb sie 1903 die Belfast and Northern Counties Railway in Nordirland und 1912 die London, Tilbury and Southend Railway. Die MidR verfügte über Betriebsrechte auf fremden Strecken und baute zahlreiche Strecken zusammen mit anderen Gesellschaften. Die größten Gemeinschaftsunternehmen waren die Midland and Great Northern Joint Railway (zusammen mit der GNR) und die Somerset and Dorset Joint Railway (zusammen mit der London and South Western Railway).
Mit dem Inkrafttreten des Railways Act 1921 wurde die Midland Railway am 1. Januar 1923 aufgelöst und in die neu gebildete London, Midland and Scottish Railway integriert.

## Lokomotiven und Wagen

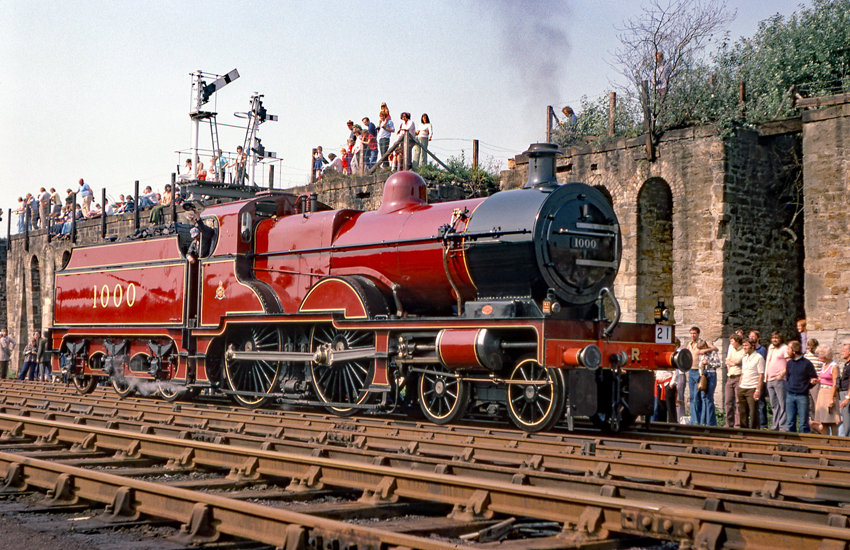
Museumslokomotive 1000 der MR-Klasse 1000 in der typischen Farbgebung der Midland Railway

Im Juni 1888 war die Gesellschaft im Besitz von 1807 Dampflokomotiven, 3774 Personen- und 87 348 Güterwagen. Bis 1905 stieg der Bestand auf 2931 Dampflokomotiven und 124 505 Personen- und Güterwagen an. Bekannt war die Midland Railway vor allem für die karminrote Farbgebung ihrer Lokomotiven für den Personen- und Expresszugverkehr, die auch von der LMS als Nachfolgegesellschaft übernommen wurde.
Die meisten Fahrzeuge entstanden in den bahneigenen Werkstätten in Derby. Die so genannten Derby Works gliederten sich in die Lokomotivfabrik Midland Railway Locomotive Works und die Derby Carriage and Wagon Works, in denen Personen- und Güterwagen hergestellt wurden. Die Midland Railway Carriage and Wagon Company dagegen, war trotz der Namensgleichheit ein eigenes unabhängiges Unternehmen.

## Trivia
Im Jahre 1886 verpachtete die Midland Railway Company ein abschüssiges Gelände in Manningham, einem Industriebezirk der Stadt Bradford, an den "Manningham Rugby Football Club". Nach 1908 wurde hieraus das "Valley Parade" des Fußballklubs Bradford City.